# Rejs
Rejs (übersetzt: Kreuzfahrt, deutscher Titel:  Der Ausflug oder auch Dampferfahrt) ist ein polnischer Spielfilm von Regisseur Marek Piwowski, gedreht im Jahr 1970, der in Polen als Kultfilm gilt.

## Inhalt
Auf einem Vergnügungsdampfer auf der Weichsel sind die Ausflügler hauptsächlich damit beschäftigt, ihre privilegierte Stellung zu demonstrieren und vom Schiff aus die Menschen zu betrachten, die nicht in der Lage sind, eine solche Reise zu bezahlen. Einem blinden Passagier gelingt es jedoch, sich auf das Ausflugsschiff zu schmuggeln. Dort hält man ihn fälschlicherweise für den neuen Kultur- und Bildungssekretär, dem sogleich vom Kapitän die Verantwortung für gemeinschaftliche Aktivitäten übertragen wird. Der blinde Passagier sieht darin eine Chance, in der Gesellschaft aufzusteigen und übernimmt schon nach kurzer Zeit die Kontrolle auf dem Schiff, indem er einige Passagiere auf seine Seiten bringen kann und andere ihm nicht zu widersprechen wagen. So gelingt es ihm, die Mitreisenden zu seltsamen Aktivitäten zu überreden, die an Absurdität kaum zu überbieten sind, aber teils auch demütigend für die Teilnehmer. So initiiert er ein Kapitänsfest, einen Maskenball, ein Intelligenzquiz, Gruppenturnen, ein Gesellschaftsspiel und steigert sich in immer sinnloser werdende Spiele hinein, die von den Kreuzfahrtteilnehmern großteils enthusiastisch aufgenommen werden. Die Passagiere bilden einen vielfältigen Querschnitt der polnischen Gesellschaft. Unter ihnen befinden sich Bodybuilder, die mit ihren Muskeln beeindrucken wollen sowie Intellektuelle, die sich aber auch andere langweilen, der Ingenieur Mamon mit seiner Frau sowie aus der Arbeiterklasse Sidorowski und dessen Frau. Es prallen unterschiedliche Meinungen aufeinander hinsichtlich Politik und Kultur, wobei dies besonders offensichtlich wird hinsichtlich der Meinung über polnische Filme.
Im Laufe dieser Fahrt wird der von den Passagieren unter Leitung des Blinden Passagiers gewählte Rat zu einer Parodie auf eine kommunistische Diktatur. Es finden geheime Treffen statt – bei denen der Kapitän Meuterei vermutet – wobei jeder jeden kritisiert und versucht herausfinden, wie der andere wirklich denkt und diejenigen herauszufinden und zu bestrafen, die anders denken als die herrschende Klasse.

## Produktion

### Drehorte, Produktionsnotizen

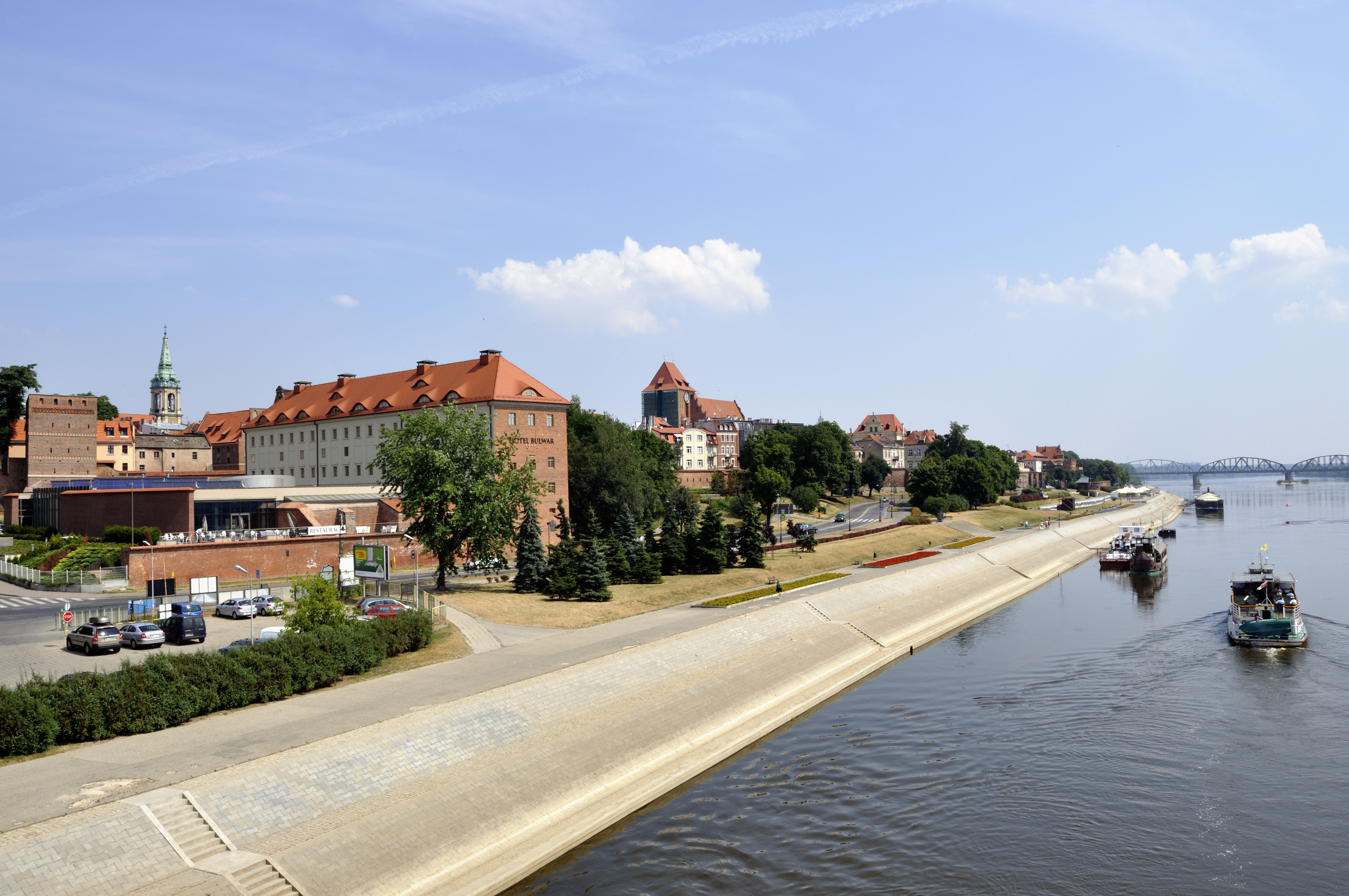
Philadelphiaboulevard von der Józef-Piłsudski-Straßenbrücke aus, Hauptdrehort des Films

Die Filmaufnahmen entstanden am Philadelphiaboulevard, einem Kai am rechten Ufer der Weichsel im polnischen Toruń, gelegen in der Woiwodschaft Kujawien-Pommern sowie in Wisła, in der Gemeinde Murzynówo bei Płock in der Woiwodschaft Masowien. Produziert wurde der Film von Zespol Filmowy Tor, in Polen vertrieben von Centrala Wynajmu Fimów, im Vereinigten Königreich von Second Run. 

### Hintergrund
Der Film ist halb-dokumentarisch und wurde mit nur wenigen professionellen Schauspielern gedreht. Anhand einer Schiffsfahrt an einem Wochenende wird das Leben im real-sozialistischen Polen auf satirische Weise gezeigt. Die Fahrt auf der Weichsel stellt Archetypen einer sozialistischen Gesellschaft vor, durch die sich das polnische Publikum noch heute zu Lachsalven hinreißen lässt. Der Amateurschauspieler Jan Himilsbach zählt seit diesem Film zu den populärsten Komikern Polens.
Auf der Seite Filmpolski wurde darauf hingewiesen, dass sich um diesen Film eine Legende ranke. Es gebe eine große Gruppe seiner Bewunderer und sogar einen Fanclub, dessen Mitglieder ihn Szene für Szene fast auswendig kennen würden. Dass das so sei, dafür gebe es wahrscheinlich mehrere Gründe. Erstens Kritik an jeglicher Versklavung, die so verschleiert sei, dass sie den Wert einer satirischen Verallgemeinerung habe. Zweitens sei der Eindruck der Spontanität des Geschehens vor der Kamera im Kino nur schwer zu erreichen. Und schließlich die Teilnahme einzigartiger Persönlichkeiten des polnischen Kinos: Jan Himilsbach, Zdzisław Maklakiewicz und Stanisław Tym. Zudem sei es unmöglich diesen Film – wie Fans behaupten – zu beschreiben, man müsse ihn sich ansehen – jedes Gesicht, jede Grimasse, Situation für Situation, Bild für Bild. Laut einer Abstimmung unter den Lesern der Zeitschrift Polityka wurde diese intelligeneste, polnische Komödie zum besten polnischen Film aller Zeiten gekürt.

### Veröffentlichung
Die Premiere des Films fand am 19. Oktober 1970 in Polen statt. In Ungarn erschien er am 7. August 1975, in Deutschland wurde er erstmals am 11. Februar 1994 auf der Berlinale vorgestellt. In der Tschechischen Republik war er einer der Beiträge beim Febio Film Festival am 23. Januar 2004 und erneut am 30. März 2009. Veröffentlicht wurde der Film zudem in Kanada, in der Tschechoslowakei, in der Sowjetunion und im Vereinigten Königreich, dort unter dem Titel The Cruise; ein weiterer englischer Titel lautet A Trip Down the River.

## Rezeption

### Kritik
Das Lexikon des internationalen Films führte aus: „Genaue Beobachtung und inszenatorisches Geschick zeichnen den ohne ausgearbeitetes Drehbuch und mit nur wenigen professionellen Schauspielern entstandenen Film aus, der, von der polnischen Zensur zunächst verboten, 1970 in einer um 22 Minuten gekürzten Version zur Aufführung kam. Da jedoch nur eine Kopie zur Verfügung stand, war er de facto kaum zu sehen. Der Film entwickelte sich zum Geheimtip, später zum Kultfilm.“
Auf der Seite DVD Beaver wurde ausgeführt: „Marek Piwowski The Cruise (Rejs, 1970) Regarded as Polish cinema s first cult film, Piwowski s absurdist comedy parodies life in the (then) People’s Republic of Poland, reducing a weekend river cruise to a hilarious satire of the entire Communist system. Piwowski’s gift of observation, humour and an acute awareness of national pathology have made The Cruise one of Polands most popular and widely-known films of the 1970s.“ (frei übersetzt: Piwowskis absurde Komödie, die als erster Kultfilm des polnischen Kinos gilt, parodiert das Leben in der damaligen Volksrepublik Polen und reduziert eine Flusskreuzfahrt am Wochenende zu einer urkomischen Satire auf das gesamte kommunistische System. Piwowskis Beobachtungsgabe, sein Humor und sein ausgeprägtes Bewusstsein für nationale Pathologien haben Die Kreuzfahrt zu einem der beliebtesten und bekanntesten polnischen Filme der 1970er Jahre gemacht.)
Arsenal Berlin befand: „REJS ist eine glänzende Satire auf das Kleinbürgertum – nicht nur in Polen. Mitten im Kommunismus nahm der Film nur mit Mühe die Hürden der Zensur. Heute besitzt er – nicht nur in Polen – Kultstatus.“

### Auszeichnungen
- 1972: Samowar, Cinema Enthusiasts Award (verliehen vom DKF in Świebodzin)
- 1999: Ende des Jahrhunderts – Umfrage in der Polityka
  - 1. Platz in der Umfrage „Die interessantesten und besten polnischen Filme des 20. Jahrhunderts“[4]